# Ếch cây sần Bắc Bộ
Ếch cây sần Bắc Bộ (danh pháp khoa học: Theloderma corticale) là một loài ếch trong họ Rhacophoridae. Chúng được tìm thấy ở Miền Bắc Việt Nam. Chúng là loài động vật đặc hữu của Việt Nam.

## Mô tả
Các môi trường sống tự nhiên của loài này là những khu rừng ẩm ướt đất thấp nhiệt đới hoặc cận nhiệt đới, các khu rừng vùng núi ẩm nhiệt đới hoặc cận nhiệt đới, đầm nước ngọt, đầm nước ngọt có nước theo mùa, và vùng có nhiều đá. Đây là một loài sống nửa nước nửa cạn và hiện đang bị đe dọa vì mất môi trường sống.

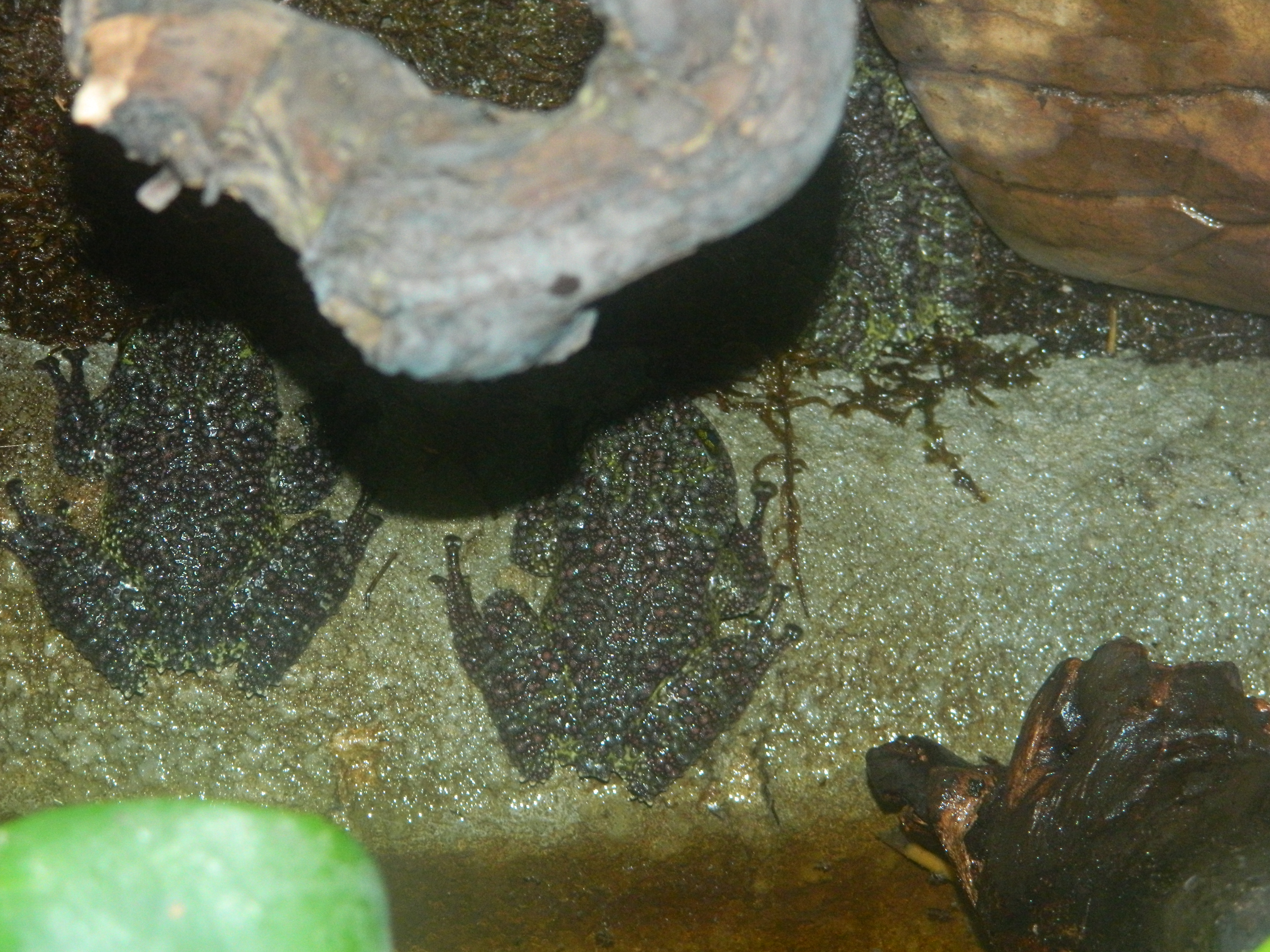
Three T. corticale camouflaged on a rock face.

Tên gọi ếch cây sần xuất phát từ đặc điểm da sần, có đốm như rêu của chúng (tên tiếng Anh có nghĩa là ếch rêu). Lớp da này giúp ích cho ếch về mặt ngụy trang, vừa trốn kẻ thù vừa thuận tiện cho việc bắt mồi.

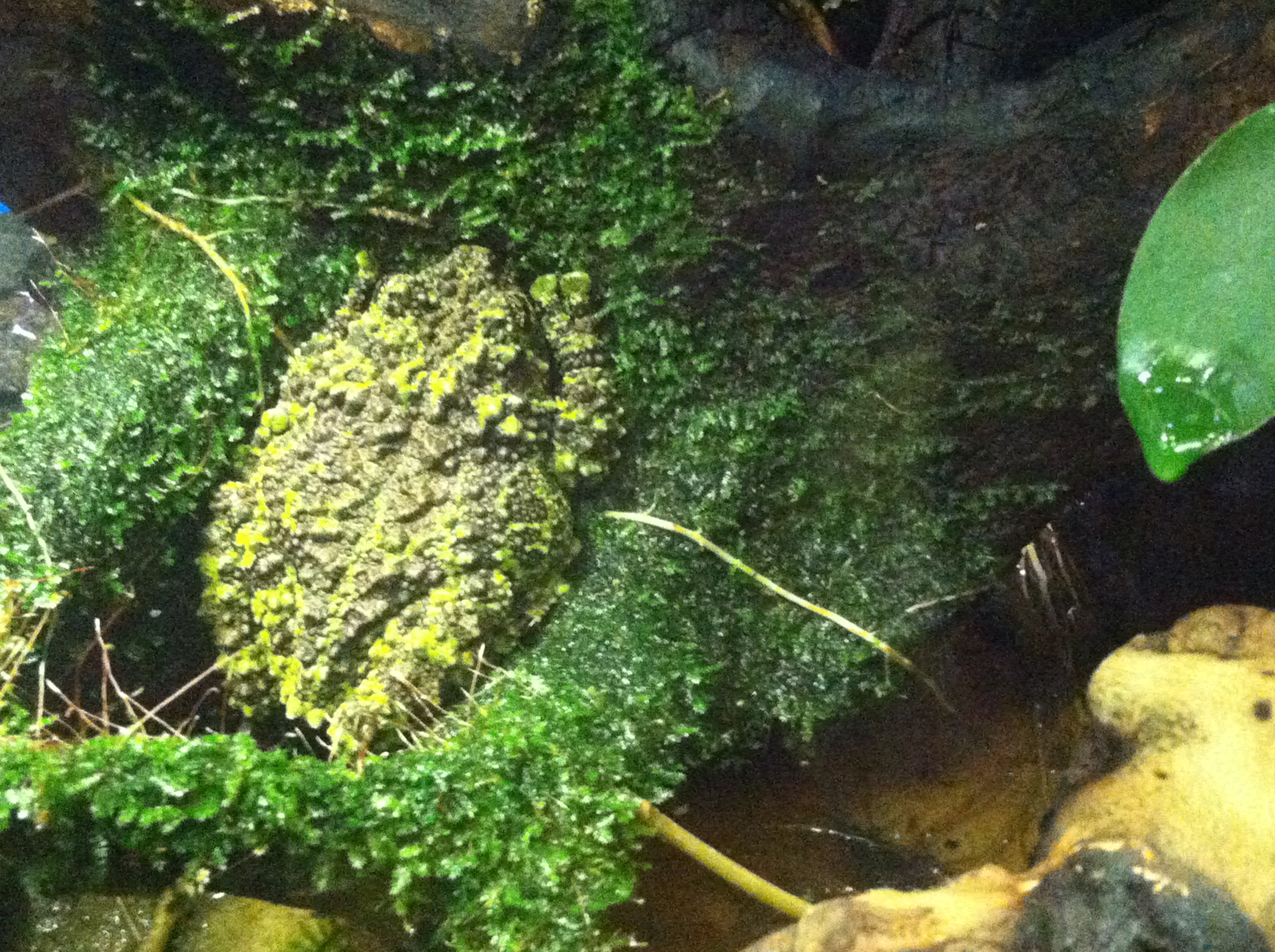
Mossy frog displaying camouflage adaptations

Ếch cây sần bắc bộ là loài ăn côn trùng (insectivore), thức ăn của chúng bao gồm dế mèn, châu chấu, gián, bướm đêm và ruồi.

## Đặc điểm nhận dạng
Thân của con cái dài từ 7 - 7,5 cm, con đực là 6 – 7 cm. Da sần sùi nổi hạt với các mảng màu xanh rêu xen lẫn với màu nâu đất không có hình dạng cố định và trông giống như một đám rêu. Đĩa của ngón tay lớn. Con đực không có túi kêu. Ngón tay không màng hoặc chỉ có màng nhỏ ở giữa hai ngón 3 - 4. Ngón chân có màng. Màng nhĩ nhỏ hơn đường kính của mắt.

## Sinh học, sinh thái

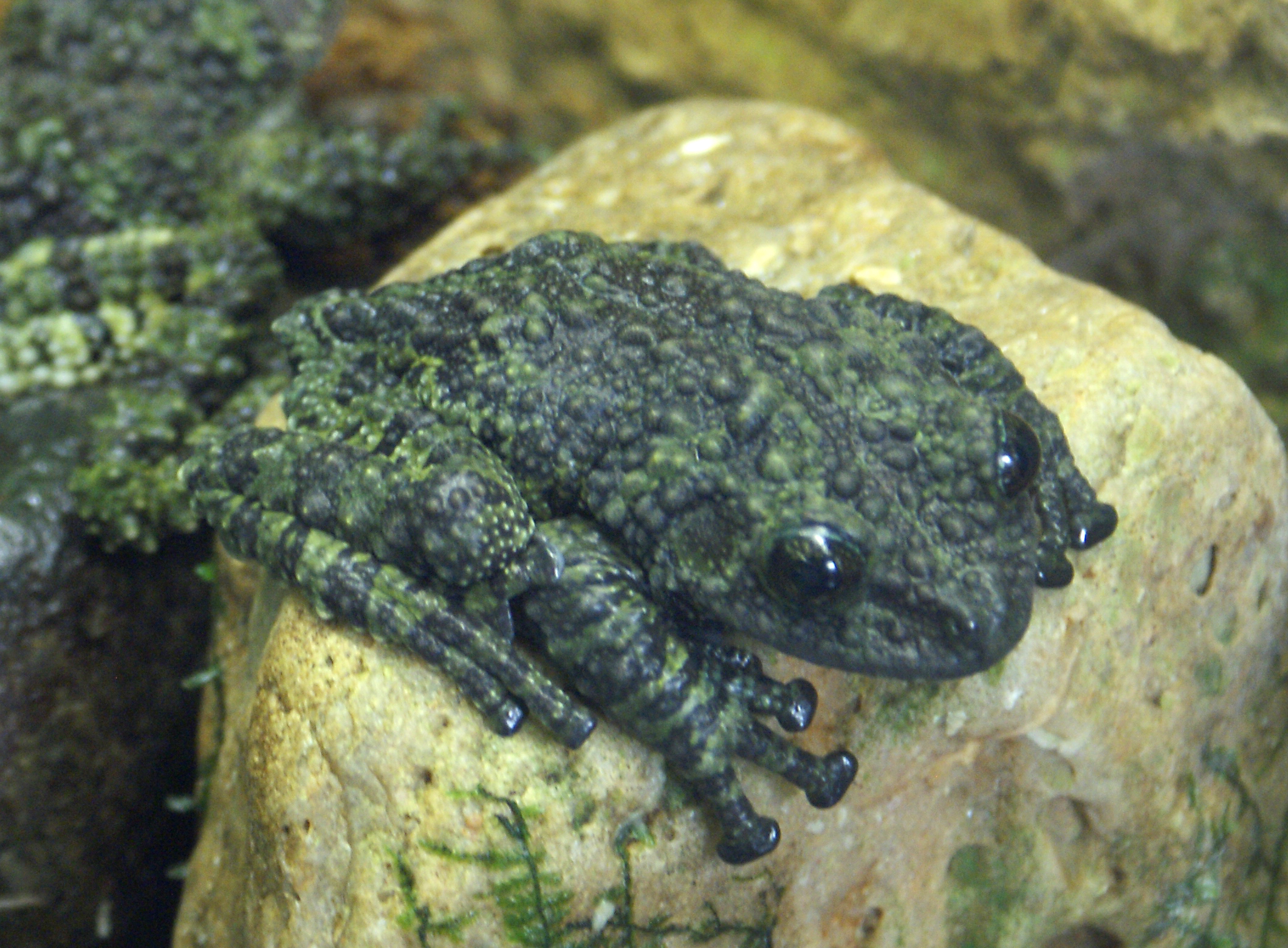
Theloderma corticale

Chúng sống trong các hang đá vôi nhỏ dưới các thác nước hoặc trên các thành đá ven suối ở rừng rậm và tại độ cao 0,9 km - 1,6 km. Loài này cũng tìm thấy trong các bể nước mưa ở những tầng hầm trên những biệt thự cũ của Pháp còn sót lại trên vườn quốc gia Tam Đảo. Thời gian sinh sản từ tháng 4 - tháng 6. Trứng đẻ thành từng đám nhỏ, có khoảng 6 - 17 quả, có vỏ nhầy rất dính chặt vào trần và vách ẩm của hốc đá. Lượng trứng đẻ một lần đạt đến 60 quả và chai thành 3 - 5 đám nhỏ riêng biệt.

## Phân bố
Tại Việt Nam : Cao Bằng, Na Hang (Tuyên Quang), Mẫu Sơn (Lạng Sơn), Tam Đảo (Vĩnh Phúc).